# سرماریزه

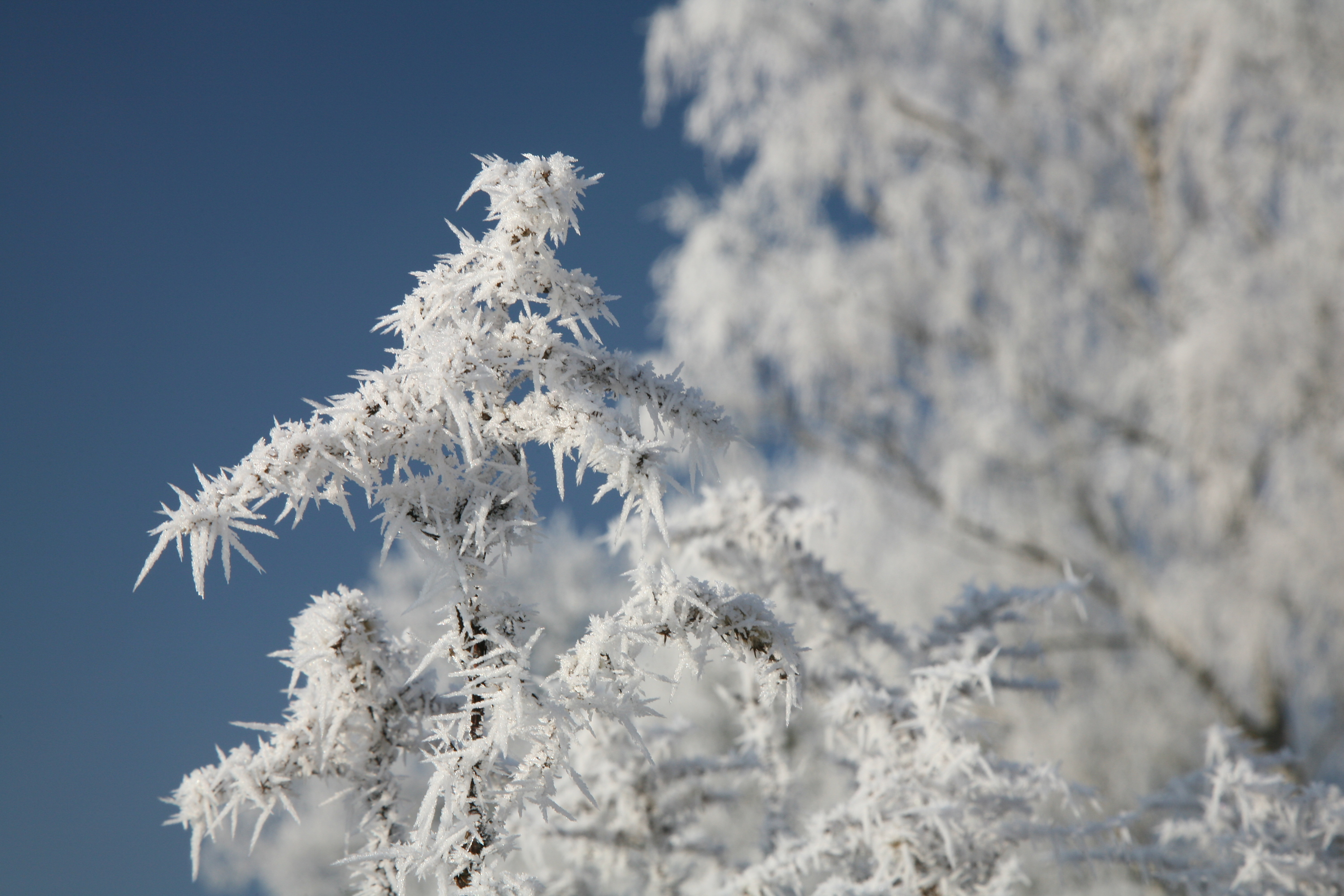
پژه یا شبنم منجمد در یک روز سرد زمستانی

سرماریزه  (به انگلیسی: Frost) رسوب جامد بخار آب از هوای اشباع شده‌است. به سرماریزه، بَشمه، مه یخی، یخچه، یخ‌ژاله، پژه و قراو و شبنم منجمد هم گفته‌اند.
سرماریزه زمانی شکل می‌گیرد که دمای سطوح جامد، سردتر از نقطهٔ تشکیل شبنم و همچنین در زیر نقطه انجماد آب باشد و در نتیجه، بخار آب موجود در هوا مستقیماً در اثر فرایند چگالش به یخ تبدیل می‌شود. امکان ایجاد سرماریزه توسط فررفت (حرکت تودهٔ هوا به صورت افقی در نتیجهٔ تغییر دما) نیز وجود دارد اما این دلیل اصلی تشکیل بشمه نیست. اندازه بلور سرماریزه بستگی مستقیم به زمان و بخار موجود در هوای مجاور دارد. سرماریزه از نظر ظاهری به صورت بلور و معمولاً شفاف است و شکلی شبیه به سوزن یا پر دارد. سرماریزه زمانی که باعث از بین رفتن گیاهان یا میوه‌های آویخته از درختان می‌شود، اثرات زیان‌بار اقتصادی به همراه دارد.

## تشکیل
اگر دمای سطح جامد، به کمتر از نقطهٔ شبنم برسد و خود سطح جامد نیز سردتر از نقطهٔ انجماد آب باشد، بر روی سطح جامد سرماریزه تشکیل می‌شود. سرماریزه به صورت سنبله‌های یخ است که از سطح جامد به خارج رشد می‌کنند. اندازه بلور بستگی دارد به زمان، دما و مقدار بخار آبی که در دسترس است. بسته به جهت باد ممکن است بشمه به صورت پیکان تشکیل شود.

## نگارخانه

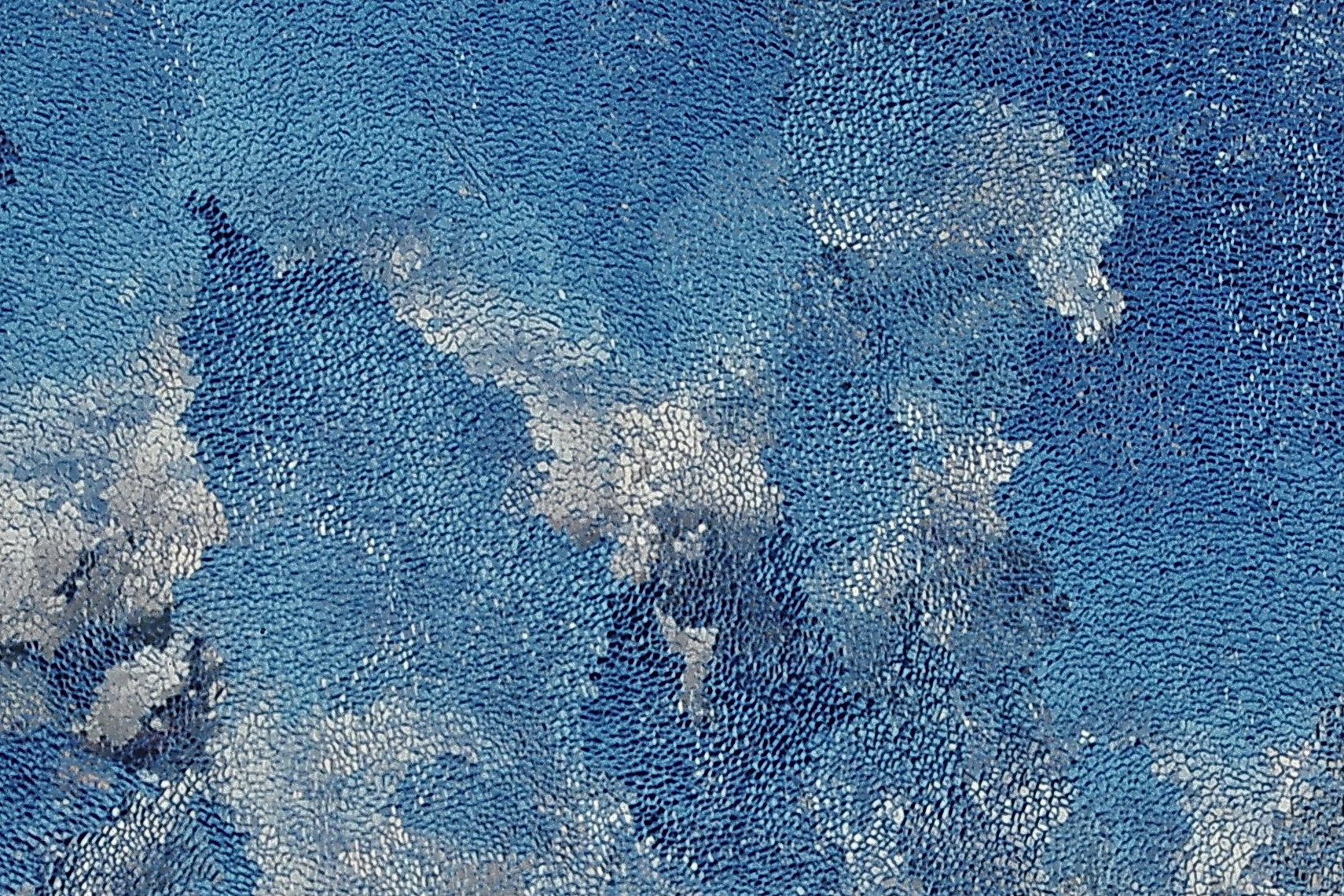
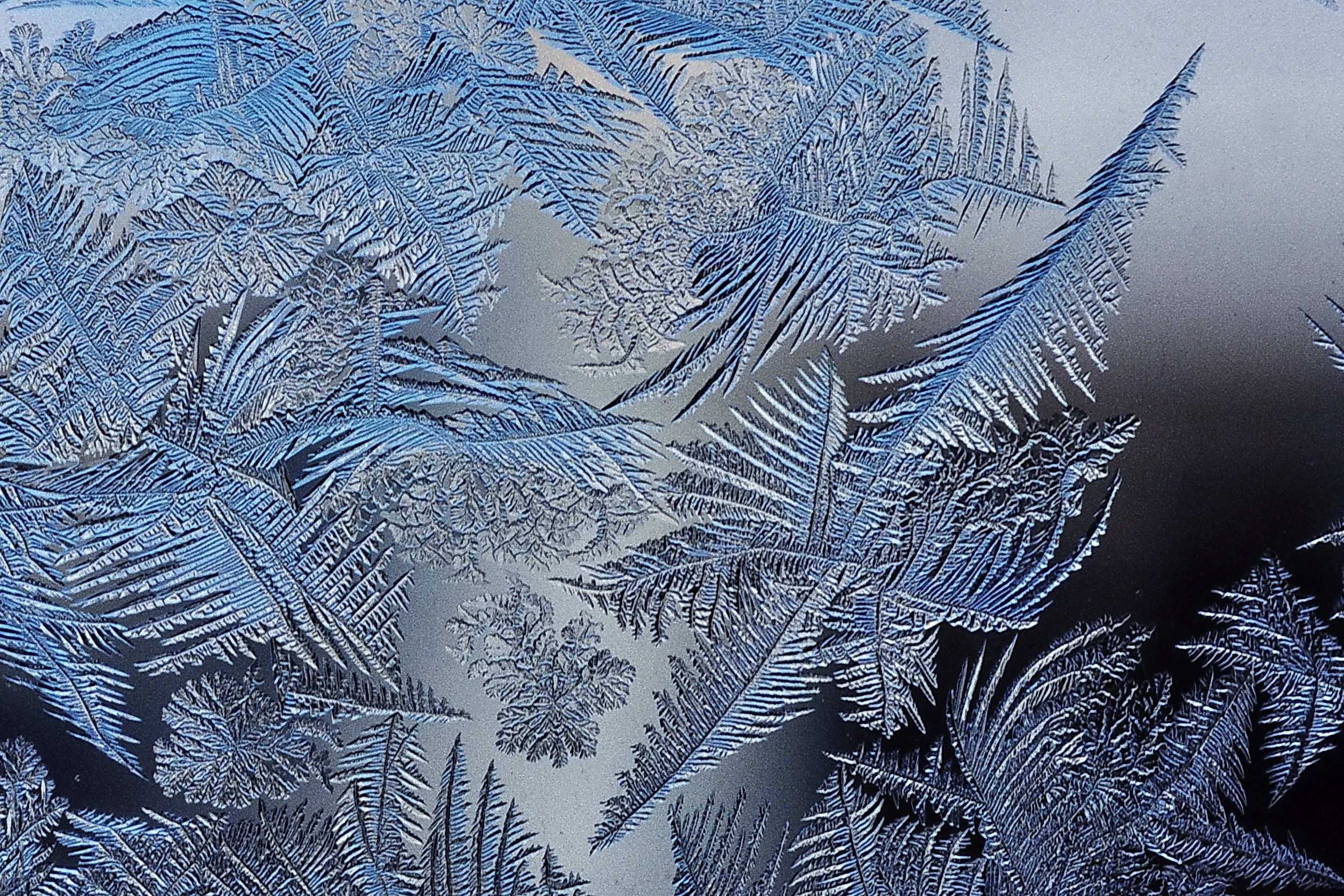
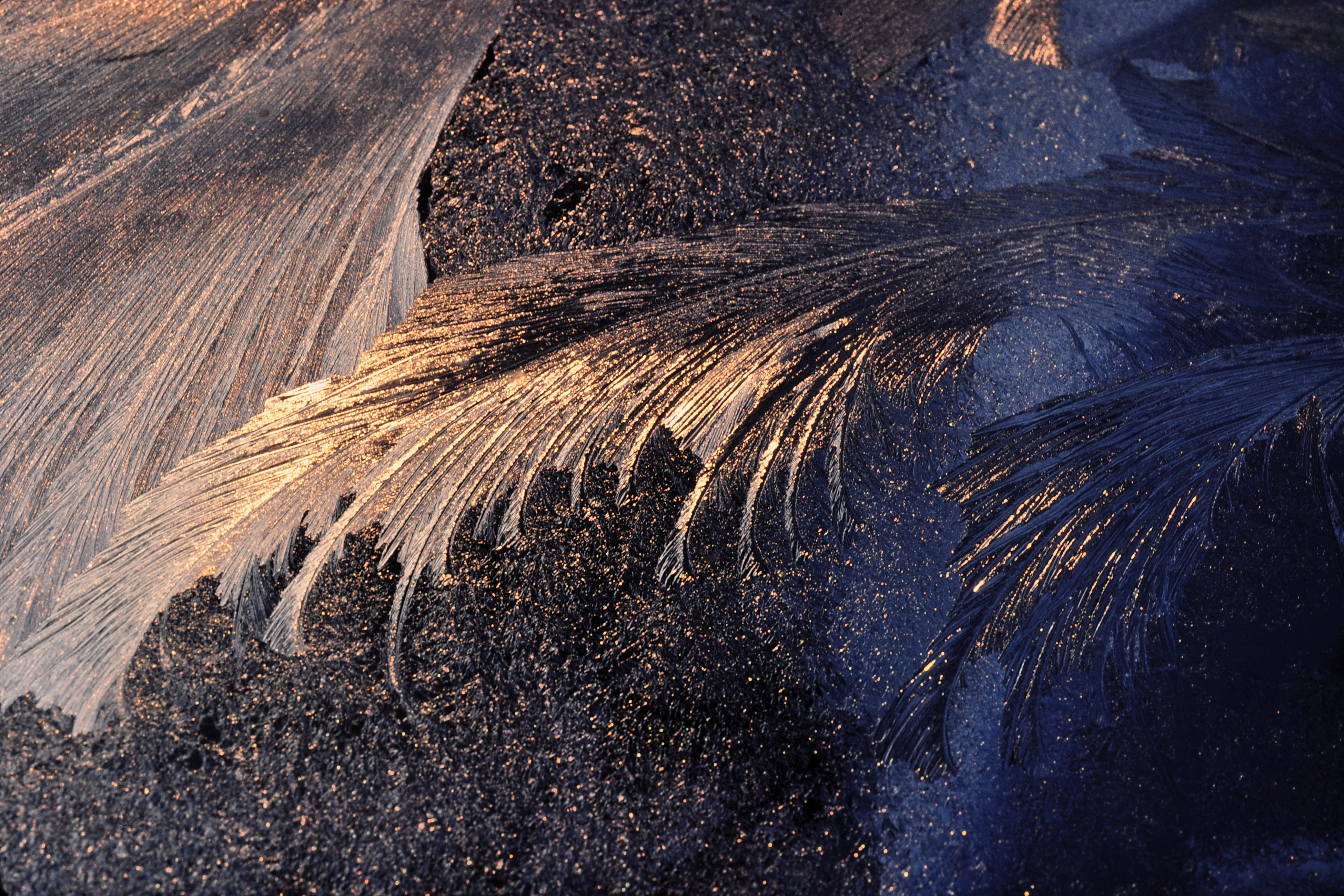
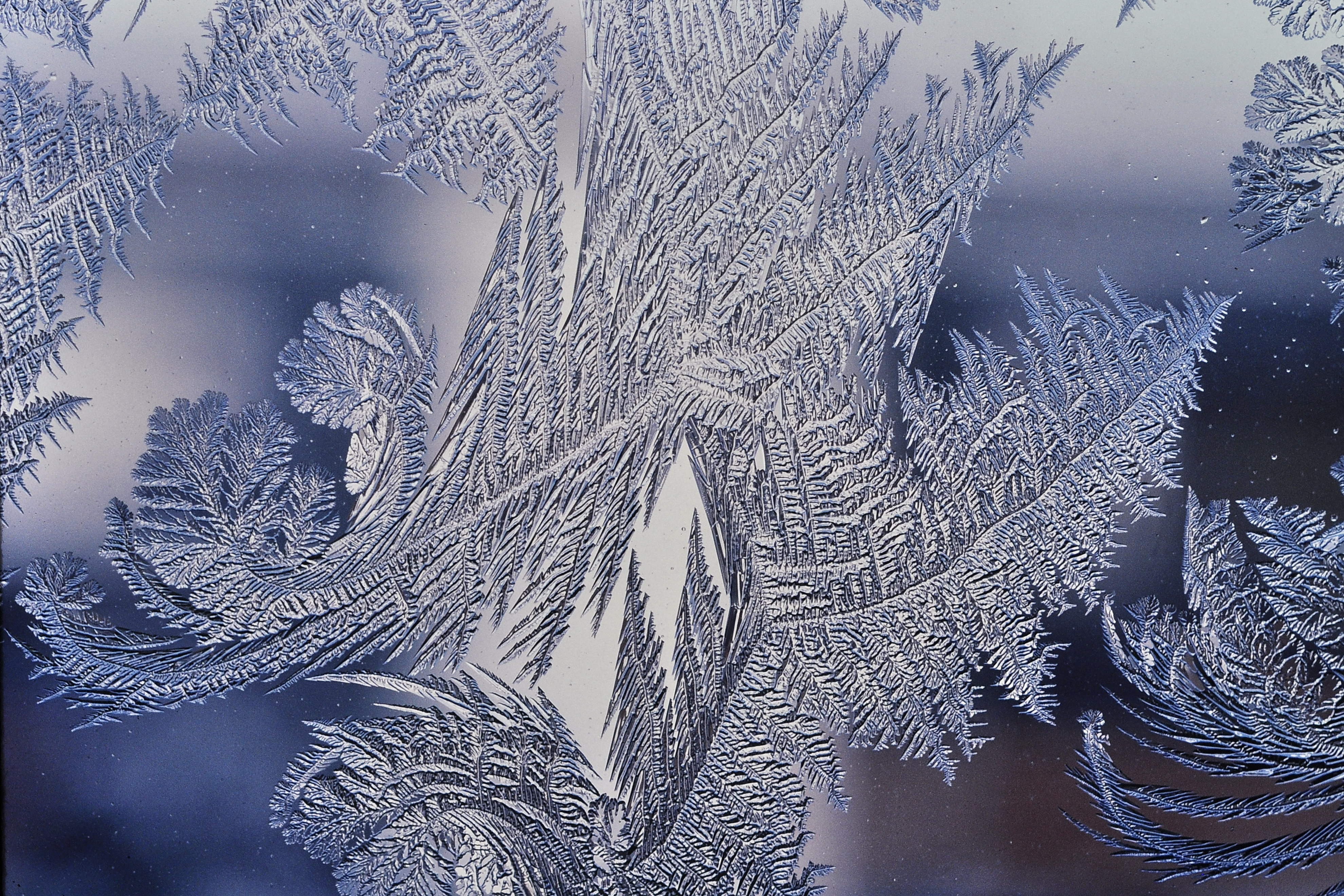
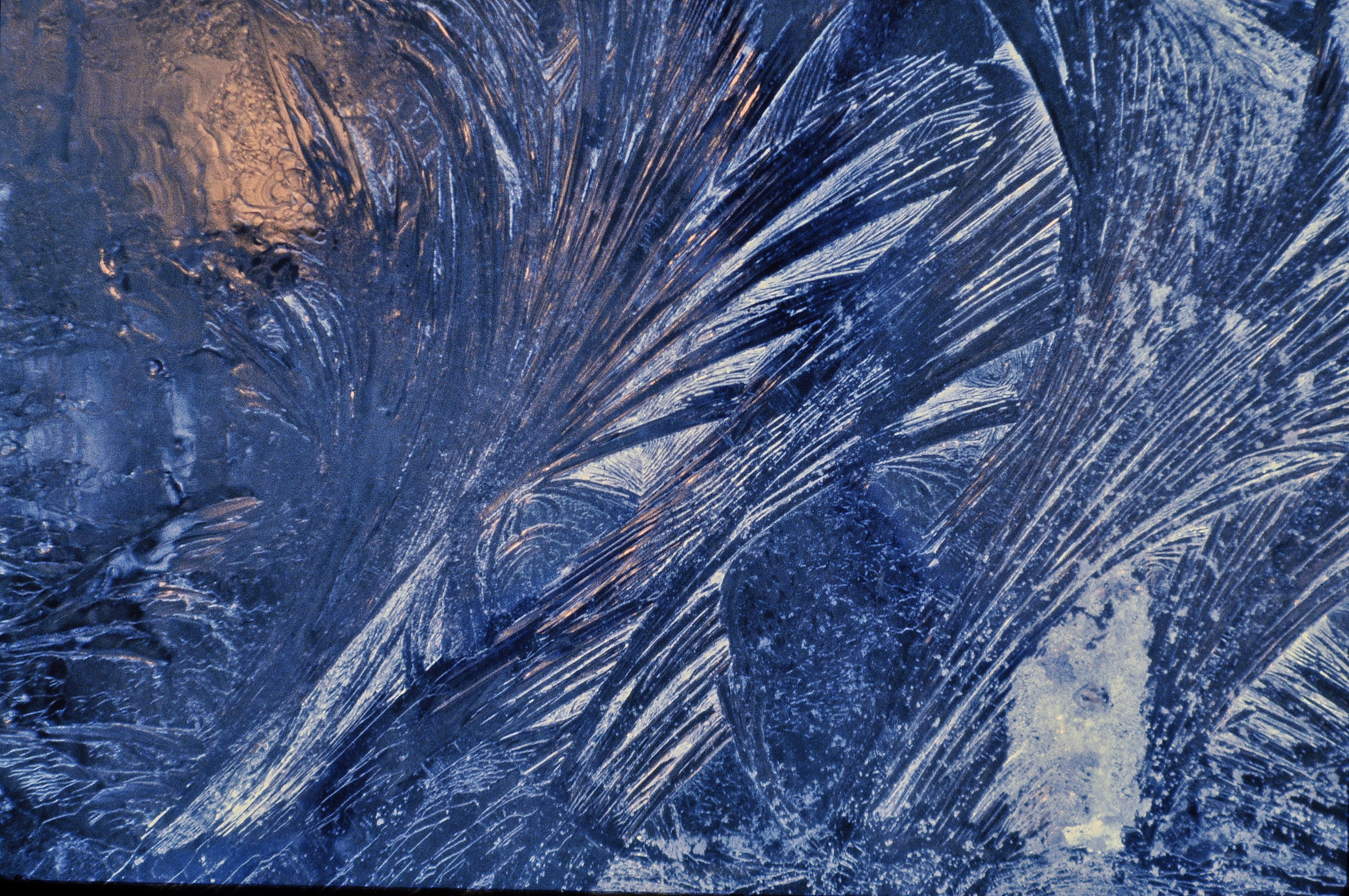
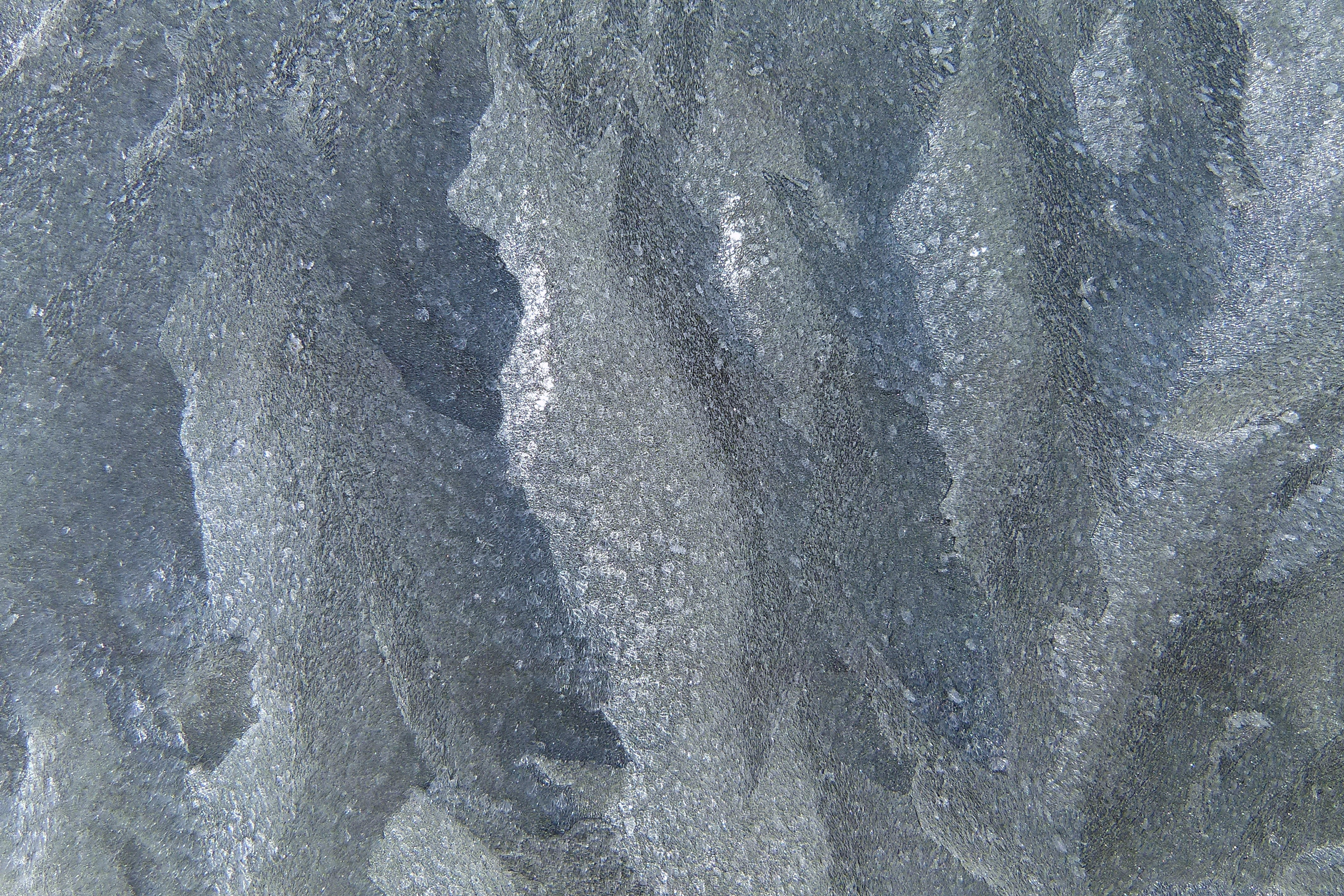